# Nasarbajew-Universität
Die Nasarbajew-Universität (englisch Nazarbayev University, kasachisch Назарбаев Университеті, russisch Назарбаев Университет) ist eine kasachische Forschungsuniversität in Astana. Sie wurde 2010 gegründet und ist nach dem ehemaligen Präsidenten Nursultan Nasarbajew benannt. In den letzten zehn Jahren ihres Bestehens absolvierten rund 4600 Studenten ein Studium.

## Geschichte
Im März 2006 kündigte Präsident Nursultan Nasarbajew anlässlich seiner Rede an die Nation die Errichtung einer Universität an, die höchsten internationalen Standards entsprechen sollte. Ein entsprechendes Projektteam zur Gründung dieser Hochschule wurde im Herbst 2009 ernannt. Im darauffolgenden Jahr wurde im Juni 2010 die Nasarbajew-Universität feierlich eröffnet, die im September ihr Lehrprogramm mit dem Vorstudienprogramm, das auf das eigentliche Studium vorbereiten soll, aufnahm. Außerdem wurden zwei Forschungszentren in Betrieb genommen. Ab August war die Aufnahme von ersten Bachelor-Studiengängen möglich. Auch wurden erste wissenschaftliche Publikationen veröffentlicht und eine erste medizinische Wissenschaftskonferenz abgehalten. In den folgenden Jahren wurden weitere Studienprogramme eingerichtet. Die ersten Absolventen verließen 2015 die Universität und im Oktober 2016 wurde die erste Doktorarbeit verteidigt (abgeschlossen im Juni 2017). Im August 2019 wurden die verschiedenen Abteilungen der Universität zu ihrer heutigen Form restrukturiert und konsolidiert.

## Aufbau
- School of Engineering and Digital Sciences
- School of Sciences and Humanities
- School of Mining and Geosciences
- School of Medicine
- Graduate School of Public Policy
- Graduate School of Business
- Graduate School of Education

## Angeschlossene Einrichtungen
- Advanced Materials Research & Laser Technologies (AMRELAT) Laboratory
- Advanced Robotics and Mechatronics Systems Laboratory (ARMS) Laboratory
- Astana LAboratory for Robotic and Intelligent Systems (ALARIS).
- National Laboratory Astana (NLA)